# Bernard Champey
Bernard Champey est un champion du monde de boule lyonnaise, inventeur de nombreux concours et promoteur du sport boule à l'international. Né le 12 février 1952 à Bourg-de-Péage et mort le 19 septembre 2021 à Aubenas,.
Quatre fois champion du monde de boule Lyonnaise, Bernard Champey a promu le sport boule à travers le monde pendant plus de trente ans, aux États-Unis, en Chine, à Cuba, en Turquie...

## Biographie

### Enfance
Né  le 12 février 1952 à Bourg-de-Péage, Bernard commence à jouer aux boules dès l’âge de huit ans, s’entraînant à tirer des boules dans les terrains vagues. Il remporte un premier tournoi dans sa ville natale à 14 ans et devient champion du monde cadet. Sa rencontre avec le Lulu Rouffia, champion de France de rugby et champion de boules marque un tournant pour Bernard, dont il devient le protégé. Il devient le plus jeune champion de France adulte, et champion du monde à 18 ans. Il remporte également un championnat avec Henri Marty, coach toulousain de l’équipe de France et premier champion du monde français de boules.
Il décide d'aller en Italie, où il devient le premier bouliste français professionnel. Ceci marque le début d'une vie qu'il va passer autour du monde à promouvoir le sport boule.

### Le globe-trotter
Il part ensuite aux États-unis, et participe à des championnats et compétitions dans le Colorado ou à Las Vegas.
Alors qu'il est en Suisse, Bernard Champey rencontre Yao Zihan, traducteur de l'équipe d’échec chinoise alors sur place pour un tournoi. Les deux hommes sympathisent et il lui propose de venir en Chine pour présenter ce sport. Il rencontre également Giovanni Baggio, avocat mécène suisse, consul de Saint-Marin et président de la fédération mondiale de raffa volo (variante italienne de la pétanque). Les trois hommes décident de s'associer pour exporter le sport en Chine.
En 1982, Bernard Champey, Yao Zihan et Giovanni Baggio vont arpenter toutes les provinces chinoises pour communiquer leur passion et faire découvrir le sport boule. Parcourant les villes et les universités, année après année, les trois hommes font augmenter le nombre de clubs et de licenciés, et Bernard Champey introduit également la Pétanque et la boule Lyonnaise. La Chine compterait aujourd’hui plus d'un million de licenciés (boules et pétanque).
En 1985, ils rencontrent Mr Gao Wei, professeur à l’Institut des sports de Xi'an et coach de basketball. Ce dernier se prend de passion pour le jeu et décide de monter son propre club dans l'université. Le club devient un cours officiel et délivre un diplôme de master en pétanque, comptant près de 800 élèves.
La Raffa volo est accepté en 1985 par le gouvernement chinois, puis la Lyonnaise en 1998, et enfin la pétanque en 2002.
En 1989 il crée la fédération de boules chinoise avec l'aide du professeur Yao Zihan. Il est ensuite mandaté par la Fédération Internationale de Boule auprès de la Chine, lorsque le pays participe pour la première fois aux championnats du monde en 1999.
De nouveau aux états-unis, Bernard Champey organise une rencontre opposant les USA à la Chine chez le réalisateur Francis Ford Coppola, grand adepte de la boule et possédant son boulodrome privé. En 2000 il organise la première des trois rencontres « chine – USA pétanque » à San Fransico, labellisées par la ministre française des Sports, Marie-George Buffet. S'ensuit une rencontre France-Chine-USA à Toulouse.Poursuivant son tour du monde, il va présenter les boules à Cuba en 2007 en collaboration avec la Direction Technique Nationale (DTN) de la Fédération française de Pétanque et de Jeu provençal (FFPJP).
Coach de l'équipe du Maroc pendant un temps et conseiller de la fédération internationale de boules, il est surnommé le « boule trotter », par Claude Nougaro, son ami.
En 2004, un documentaire Banco boule pour la Chine, réalisé d'Alexandre Delaygues, lui est consacré. Le long métrage reçoit le label Année de la Chine par les ministères des Affaires étrangères et de la Culture.
En 2017, Bernard Champey, alors président de la FFSB (Fédération Française du Sport Boule), organise le championnat du monde de pétanque jeunes à Kaihua (district de Quzhou), en Chine. Il devient consultant pour le film 疯狂的外教 (Le Laowaï), un film sur l'amitié franco-chinoise et la pétanque, tourné dans la ville de Quzhou.
Organisateur infatigable, malgré la maladie il organise l'Open Double Mixte 2021 au domaine des Ranchisses.
Il meurt des suites de sa maladie à 69 ans, en 2021.

### Postérité
Grâce aux efforts de Bernard Champey et de Yao Zihan pour populariser le sport boule, réunissant la raffa volo, la lyonnaise et la pétanque, des terrains de jeu sont construits dans les universités, et des millions de Chinois deviennent licenciés et pratique ce sport dans 24 provinces sur 31.

## Organisateur de compétitions
Bernard Champey fut le créateur de nombreuses compétitions telles que :
- le Mondial Mixte de la Quadrette en 2014
- le Mondial Open Mixte de la Doublette en 2015
- a première Raffa Cup France avec Patrick Duvarry en 2016
- les rencontres France-Chine à Eybens et à Feurs avec la FFSB et les clubs organisateurs en 2017

## Titres et distinctions
- Quadruple Champion du monde en Lyonnaise
- Participation à plusieurs championnats du monde de Raffa Volo (en quart et demi-finales)
- Membre du Comité directeur italien de la Confederazione Boccistica Internazionale (BCI)
- Membre du Comité directeur de la Fédération française du sport Boules (FFSB)
- Président de l’association ANTR’AIGUES CIEL ET TERRE, organisateur du premier mondial mixte de la doublette ou de la quadrette
- Chef de la délégation de la sélection française nationale lors des championnats du monde de Raffa Volo en Chine, en 2014